# Бергтхайм
Бергтхайм (на немски: Bergtheim) е община в региона на Вюрцбург‎ в Долна Франкония, Бавария с 3 845 жители (31 декември 2021).
Намира се между Вюрцбург и Швайнфурт. Селището Бегтхайм е споменато за пръв път през 772 г. в документ на манастир Фулда.
- Католическата църква „Св. Бартоломеуз“